# Little Templeton River
Der Little Templeton River ist ein Fluss im Westen des australischen Bundesstaates Queensland. Er führt nicht ganzjährig Wasser.

## Geographie

### Flusslauf
Der Fluss entspringt westlich der Paroo Range am Barkly Highway, etwa 20 Kilometer nördlich von Mount Isa. Er fließt nach Südwesten durch unbesiedeltes Gebiet und mündet bei Hay Mill in den Templeton River.

### Nebenflüsse mit Mündungshöhen
Der Fluss hat folgende Nebenflüsse:
- Beetle Creek – 371 m